# Hôtel Lutetia
El Hôtel Lutetia es un hotel de lujo situado en el distrito VI de París, en el número 45 del Boulevard Raspail, en la esquina con la Rue de Sèvres. Es propiedad del grupo israelí Alrov desde el 1 de agosto de 2010 y está gestionado por la marca Concorde Hotels & Resorts.

## Historia
Construido en 1910 por iniciativa de Madame Boucicaut, proprietaria de los grandes almacenes Le Bon Marché, para que sus importantes clientes de provincias se alojaran en un establecimiento cercano y acorde a su nivel de vida cuando iban a hacer sus compras a París, el Hôtel Lutetia es un hotel de estilo modernista con uno de los primeros bares de estilo art déco. Fue diseñado por los arquitectos Louis-Charles Boileau y Henri Tauzin. Las esculturas son de Léon Binet, y posteriormente de Paul Belmondo. En 1912, Boileau construyó una ampliación destinada a albergar dos plantas de salones de recepción y ofrecer más habitaciones. En 1927, el patio central se cerró definitivamente gracias a la edificación de un ala que acogía una sala de fiestas y que permitió ampliar la brasserie.
Situado en el barrio de Notre-Dame-des-Champs, entre Saint-Germain-des-Prés y Montparnasse, el hotel fue un testigo privilegiado de la renovación artística del período de entreguerras al acoger a numerosos pintores y escritores, como Picasso, Matisse, André Gide, James Joyce, Samuel Beckett, Saint-Exupéry y André Malraux. En particular, la pareja Consuelo y Antoine de Saint-Exupéry vivió aquí en 1936. Albert Cohen escribió aquí su obra maestra, Bella del Señor. También se hospedaron aquí Alexandra David-Néel de vuelta de sus viajes en Extremo Oriente, la cantante Joséphine Baker acompañada de sus numerosos hijos, e incluso Charles de Gaulle con ocasión de su noche de bodas.
El 14 de junio de 1940, el ejército alemán ocupó París. Al día siguiente, el hotel fue ocupado por la Abwehr, el servicio de inteligencia y de contraespionaje del estado mayor alemán, que instaló aquí su cuartel general. También se instaló aquí el jefe de la Geheime Feldpolizei. Tras la Liberación, el propietario del hotel, para demostrar su compromiso con la Resistencia, tuvo que poner a su disposición el Lutetia. El hotel acogió a los deportados a su vuelta de los campos de concentración nazis. Fue Sabine Zlatin, apodada la «dama de Izieu», quien permitió la creación del centro de acogida, hacia el cual acudían las familias en búsqueda de información sobre posibles parientes deportados. En la actualidad, una placa colocada en el exterior del hotel recuerda este episodio.

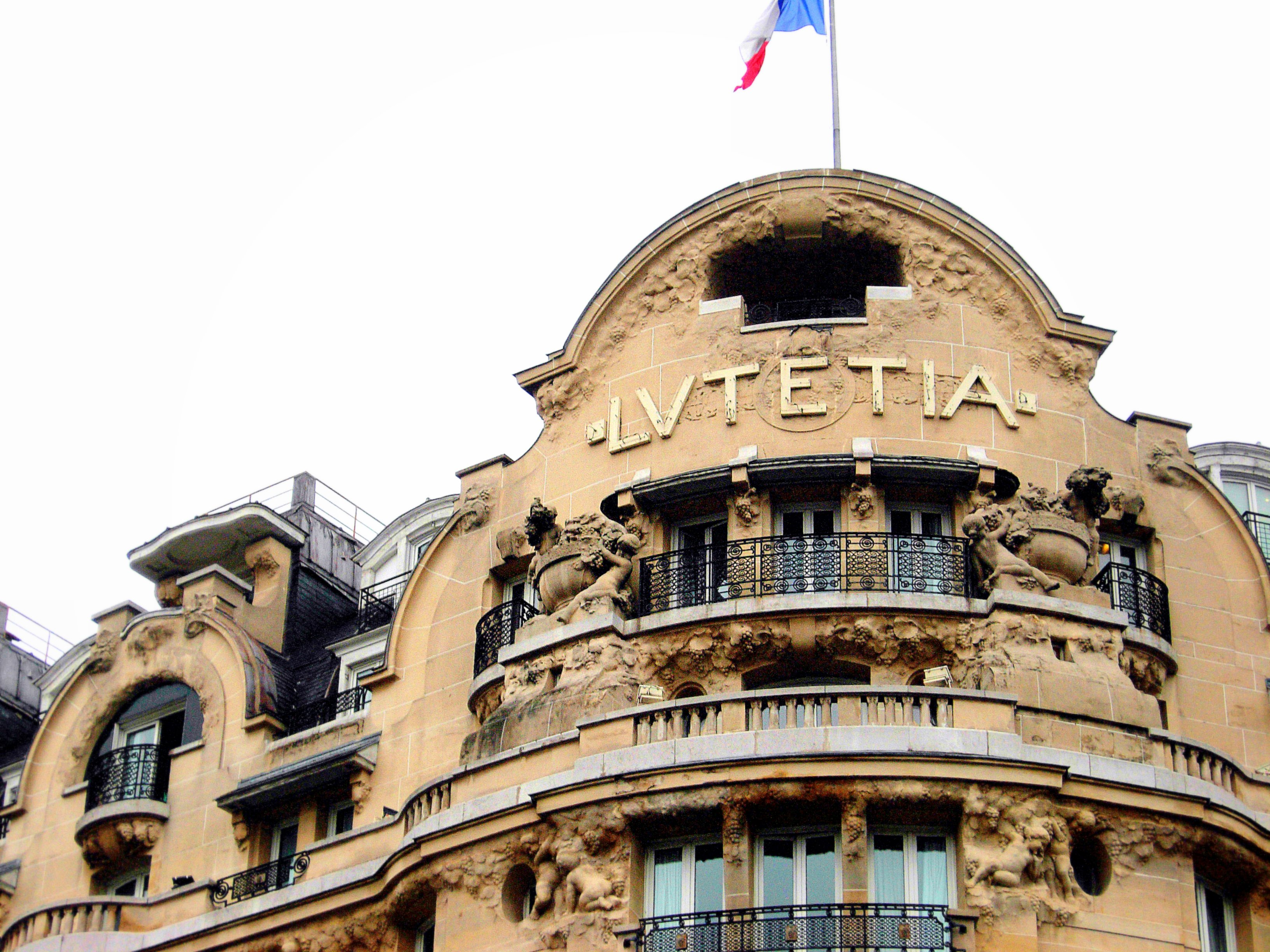
Detalle del edificio.

Entre 1955 y 2005, el Hôtel Lutetia fue propiedad de la familia Taittinger y posteriormente de Starwood Capital Group, un grupo de inversión americano. Este último la traspasó a finales de julio de 2010 al grupo israelí Alrov, una empresa del multimillonario Alfred Akirov especializada en bienes inmuebles, por 135 millones de euros. No obstante, el hotel siguió siendo gestionado por el grupo Concorde Hotels & Resorts, filial de Starwood Capital Group. El interior de la brasserie fue decorado en los años setenta por Slavik y Sonia Rykiel.
El conjunto de las fachadas, el vestíbulo, la galería, el salón Borghese (antiguo comedor), el salón Saint-Germain (antiguo invernadero), las tres escaleras, el vestíbulo de entrada de la ampliación de 1912, la rotonda del salón Président, y el salón Président (antigua sala de fiestas) fue inscrito como monumento histórico por una orden del 16 de octubre de 2007.
En 2010, el Hôtel Lutetia festejó su centenario. Durante todo el año se organizaron eventos para celebrar este acontecimiento: veladas excepcionales, recepción de estrellas del jazz, de fotógrafos, de escritores…
El Lutetia cerró sus puertas en 2014 para que se realizaran obras de renovación que durarían tres años, serían dirigidas por Jean-Michel Wilmotte y costarían cien millones de euros. Se conservaron las partes protegidas como monumento histórico (especialmente las rejillas de la entrada, las vidrieras de Louis Barillet y los frescos del salón Borghese), se creó un nuevo spa de 700 m² y el número de habitaciones pasó de 230 a 193 (se abandonaron las suites temáticas). La dirección del hotel encargó a la casa de subastas Pierre Bergé & Associés que organizara la venta de una parte de las colecciones del hotel, reuniendo más de tres mil piezas de mobiliario y objetos de arte (algunos de ellos de César, Arman, Philippe Hiquily, Takis, Sonia Rykiel y Thierry Bisch) y cerca de ocho mil botellas de vino y bebidas alcohólicas.

## Características del hotel

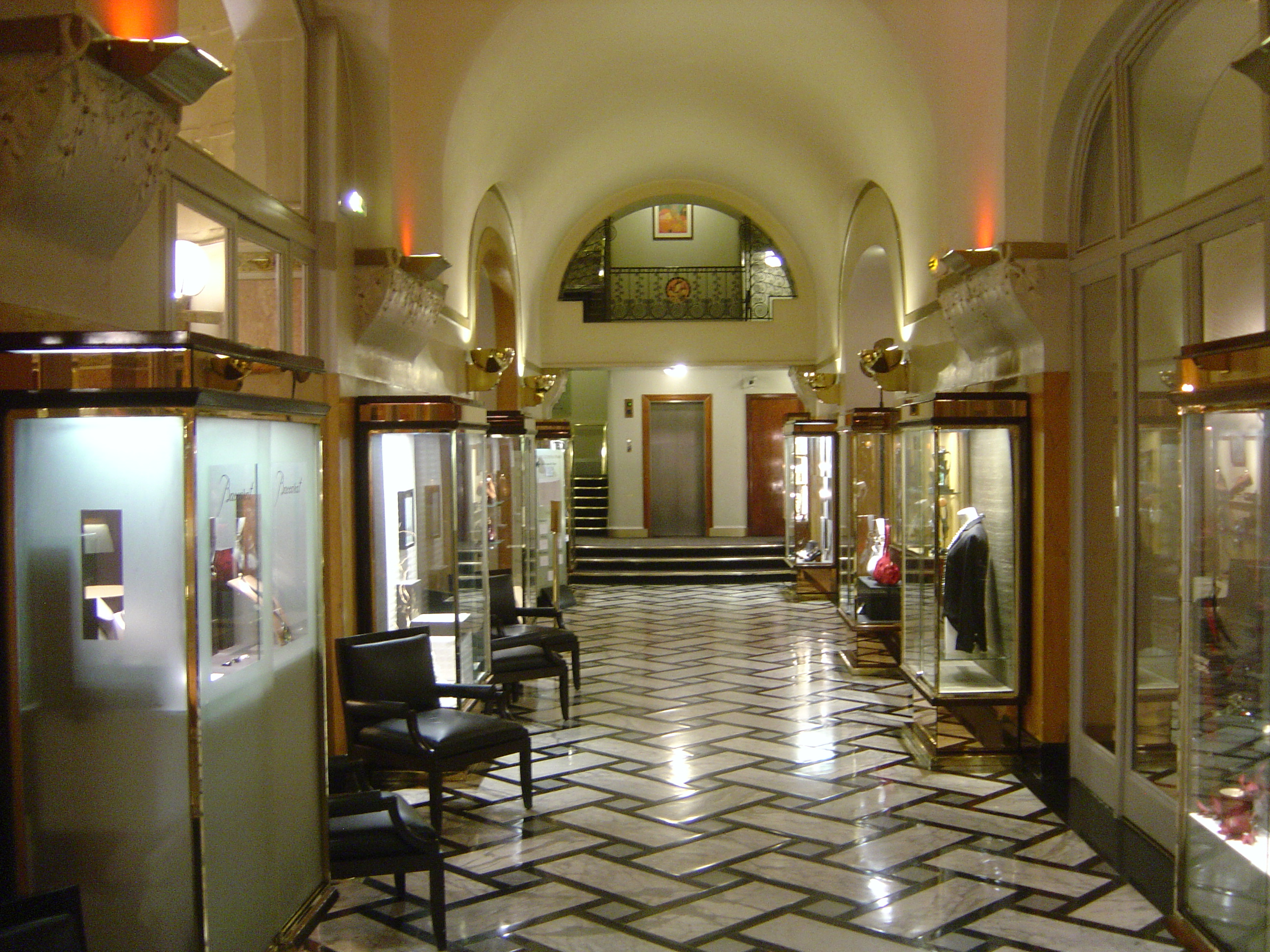
Interior del Hôtel Lutetia.

El Hôtel Lutetia se encuentra en la frontera del barrio de Saint-Germain-des-Prés, frente a los grandes almacenes Le Bon Marché y cerca del río Sena. Está situado a treinta minutos del Aeropuerto de Orly y a cuarenta minutos del Aeropuerto de Charles de Gaulle.
El Hôtel Lutetia tiene 231 habitaciones, sesenta de las cuales son suites de inspiración art déco, entre ellas las suites temáticas Eiffel, Littéraire, Parisienne y las suites Arman y David Lynch decoradas por los propios artistas, así como dos restaurantes y un bar. El hotel acoge también una exposición permanente de esculturas de Philippe Hiquily, Arman, César y Mihail Chemiakin, así como las pinturas de Thierry Bisch.
En 1985, el hotel fue redecorado por la modista y diseñadora Sonia Rykiel. Solo la brasserie (especializada en marisco) y el restaurante gastronómico Le Paris, los dos dirigidos por el chef Philippe Renard, mantienen todavía la decoración de Sonia Rykiel. El restaurante sirve una cocina francesa contemporánea preparada con productos de temporada.
La sala del restaurante, de estilo art déco, se inspira en uno de los comedores del transatlántico Normandie, destruido por un incendio en 1942 en Nueva York. Un mueble de cigarros con forma de mujer, diseñado por el escultor Philippe Hiquily y bautizado Ernestine, fue honrado con la apertura de una sala de fumadores en el Ernest Bar en febrero de 2010.
El salón Borghese ofrece brunchs los domingos al son de la música jazz-lounge del DJ Didier Bornise, mientras que el bar del Lutetia ofrece tardes de jazz y un piano-bar. El hotel cuenta además con diez salones de recepción repartidos en 1200 m², un spa y un gimnasio. El hotel acoge numerosos eventos culturales, como los «sábados literarios», tanto para los adultos como para los niños, o las «delicias musicales del Lutetia», que se realizan los domingos.

## El Lutetia en el arte y la cultura

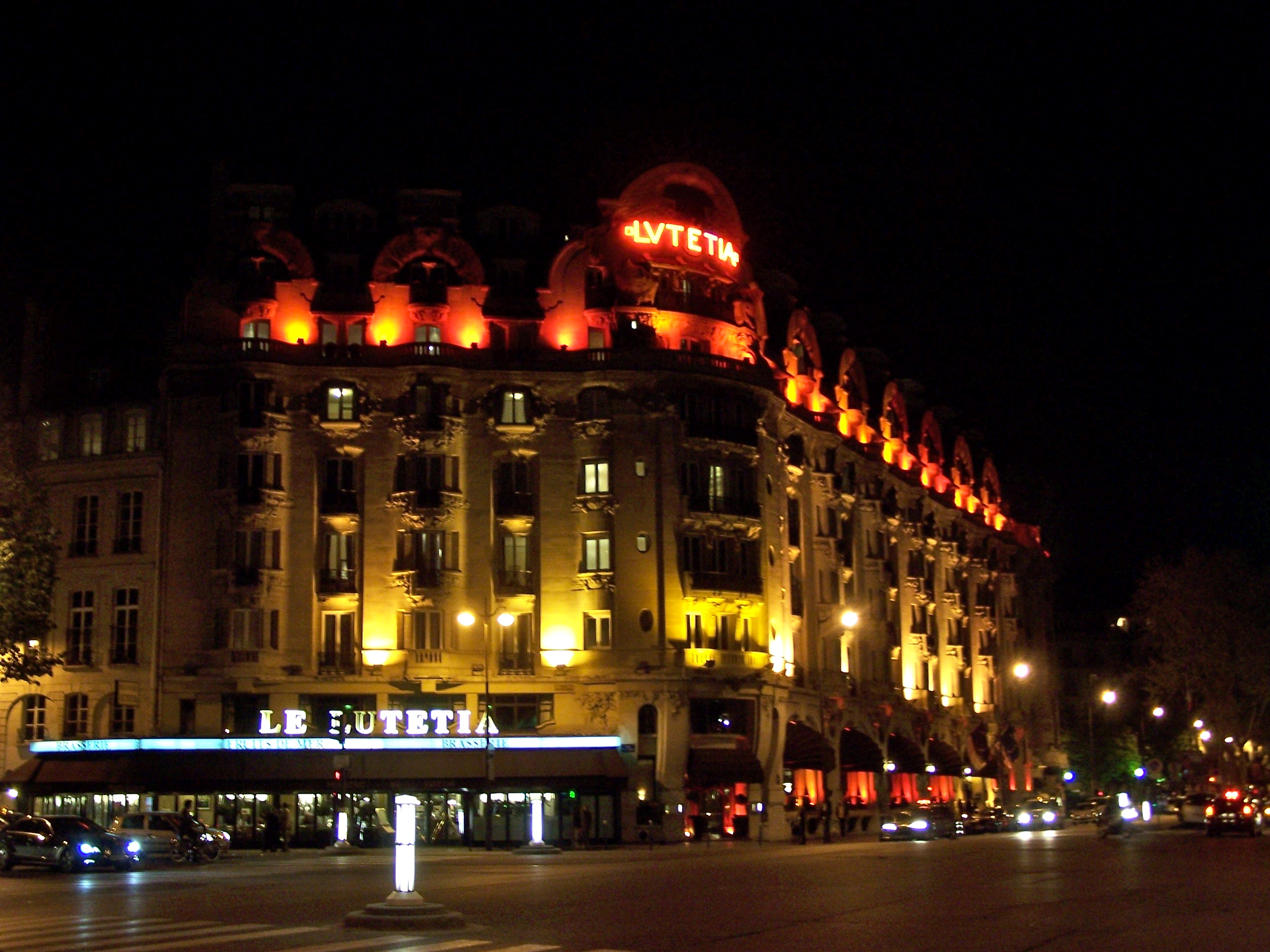
El hotel iluminado por la noche.

El hotel ha perpetuado a través de los años la tradición de los artistas residentes (entre ellos Arman, Thierry Bisch, César, Mikhaïl Chemiakine, Philippe Hiquily, Takis), y los invitados que han dejado obras únicas para pagar su estancia (por ejemplo, Fernando y Humberto Campana, Elliott Erwitt, Mimmo Jodice, Philippe Perrin y Keiichi Tahara). La prestigiosa colección de arte así constituida ha sido dispersada en parte en una subasta en mayo de 2014.
Entre las numerosas apariciones del hotel en la cultura popular están las siguientes:
- En 2003 el hotel fue objeto de una canción (en homenaje a Serge Gainsbourg), Au bar du Lutetia, incluida en el álbum Frenchy de Eddy Mitchell.
- En 2005, Pierre Assouline hizo del hotel el escenario de su novela Lutetia,[14] en la que hizo evolucionar una multitud de personajes que habían existido realmente y se hospedaron en el Lutetia antes, durante y después de la ocupación alemana, entre 1938 y 1945.
- En agosto de 2010, el hotel acogió la grabación del largometraje Bye bye Blondie realizado por Virginie Despentes, que adapta su novela homónima al cine.
- En febrero de 2010, se grabó Paris Connections en el hotel, una película inglesa de suspense que se desarrolla en el universo de la moda parisina.
- En la serie Person of Interest (episodio 15, temporada 2), John Reese afirma haber trabajado en este hotel para infiltrarse en un competidor neoyorquino.
- En la novela Au revoir là-haut de Pierre Lemaitre (premio Goncourt 2013), uno de los personajes ocupa una suite en la sexta planta.
- David Lynch ha prestado su nombre a una suite del Hôtel Lutetia. Andy Amadi Okoroafor, el director de la película Relentless, realizó una serie de vídeos en torno a este evento con el objetivo de promover el Hôtel Lutetia y la suite 111.

## Clientes célebres
Entre los clientes célebres del hotel se encuentran Pablo Picasso, Joséphine Baker, Antoine de Saint-Exupéry, Samuel Beckett, Charles de Gaulle (para su noche de bodas con Yvonne de Gaulle), Alexandra David-Néel, Pierre Bergé, Richard Bohringer, Bernard Lavilliers, Coluche, Gérard Depardieu e Isabelle Huppert. Britney Spears.